# Manuel Pereira Irarrázaval
Carlos Manuel Pereira Irarrázaval (Santiago, 9 de septiembre de 1907-1942) fue un abogado, diplomático, empresario y político chileno. Se desempeñó como ministro de Estado en la cartera de Economía, Fomento y Reconstrucción durante el gobierno del presidente Jorge Alessandri.

## Familia y estudios
Sus padres eran el congresista y también ministro Guillermo Pereira Íñiguez e Isabel Irarrázaval Correa.
Estudió en el Liceo Alemán de la capital chilena y en el Real Arndt-Gymnasium Dahlem de Berlín, Alemania. Juró como abogado en el año 1930 tras cursar la carrera de derecho en la Universidad de Chile.

## Carrera política
Siendo muy joven ingresó al Ministerio de Relaciones Exteriores. Fue secretario de varias embajadas de Chile en el extranjero, destacándose su paso por Londres, Reino Unido, y por Washington D. C., Estados Unidos.
Fue diputado por Chiloé 1900-1903, reelegido en 1903-1906, 1906-1909, nuevamente en 1909-1912, 1912-1915, 1915-1918, 1918-1921 y por última vez en 1921-1924.
Entre 1927 y 1931 ejerció como intérprete oficial del Gobierno.
Luego ingresó al sector privado, actividad que mantuvo hasta 1963 cuando fue llamado por Jorge Alessandri a servir como su último ministro de Economía, Fomento y Reconstrucción.